# Groslée
Groslée is een voormalige gemeente in het Franse departement Ain in de regio Auvergne-Rhône-Alpes en telt 349 inwoners (2004). De oppervlakte bedraagt 7,3 km², de bevolkingsdichtheid is 47,8 inwoners per km².

## Geschiedenis
Op 1 januari 2016 fuseerde Groslée met de gemeente Saint-Benoît tot de gemeente Groslée-Saint-Benoit. 

## Geografie
De onderstaande kaart toont de ligging van Groslée met de belangrijkste infrastructuur en aangrenzende gemeenten.

## Demografie
Onderstaande figuur toont het verloop van het inwoneraantal van Groslée vanaf 1962.
Vanwege een beveiligingsprobleem met de MediaWiki Graph-software is het momenteel niet mogelijk deze grafiek weer te geven. Zodra de software is bijgewerkt zal de grafiek vanzelf weer zichtbaar worden.